# القطار (تونس)
القطار (به عربی: القطار) یک منطقهٔ مسکونی در تونس است که در استان قفصه واقع شده‌است. القطار ۱۴٬۰۸۸ نفر جمعیت دارد.